# Raj Kumar Mehra
Raj Kumar Mehra (16 de abril de 1918 — Rajpur Sonarpur, 5 de janeiro de 2001) foi um ciclista olímpico indiano. Mehra representou sua nação em três eventos nos Jogos Olímpicos de Verão de 1948 e dois em 1952.